# Mikel Nieve
Mikel Nieve Iturralde (Leitza, 26 maggio 1984) è un ex ciclista su strada spagnolo, professionista dal 2009 al 2022, aveva caratteristiche di scalatore. In carriera ha vinto tre tappe e una classifica scalatori al Giro d'Italia e una tappa alla Vuelta a España.

## Carriera

### Gli esordi

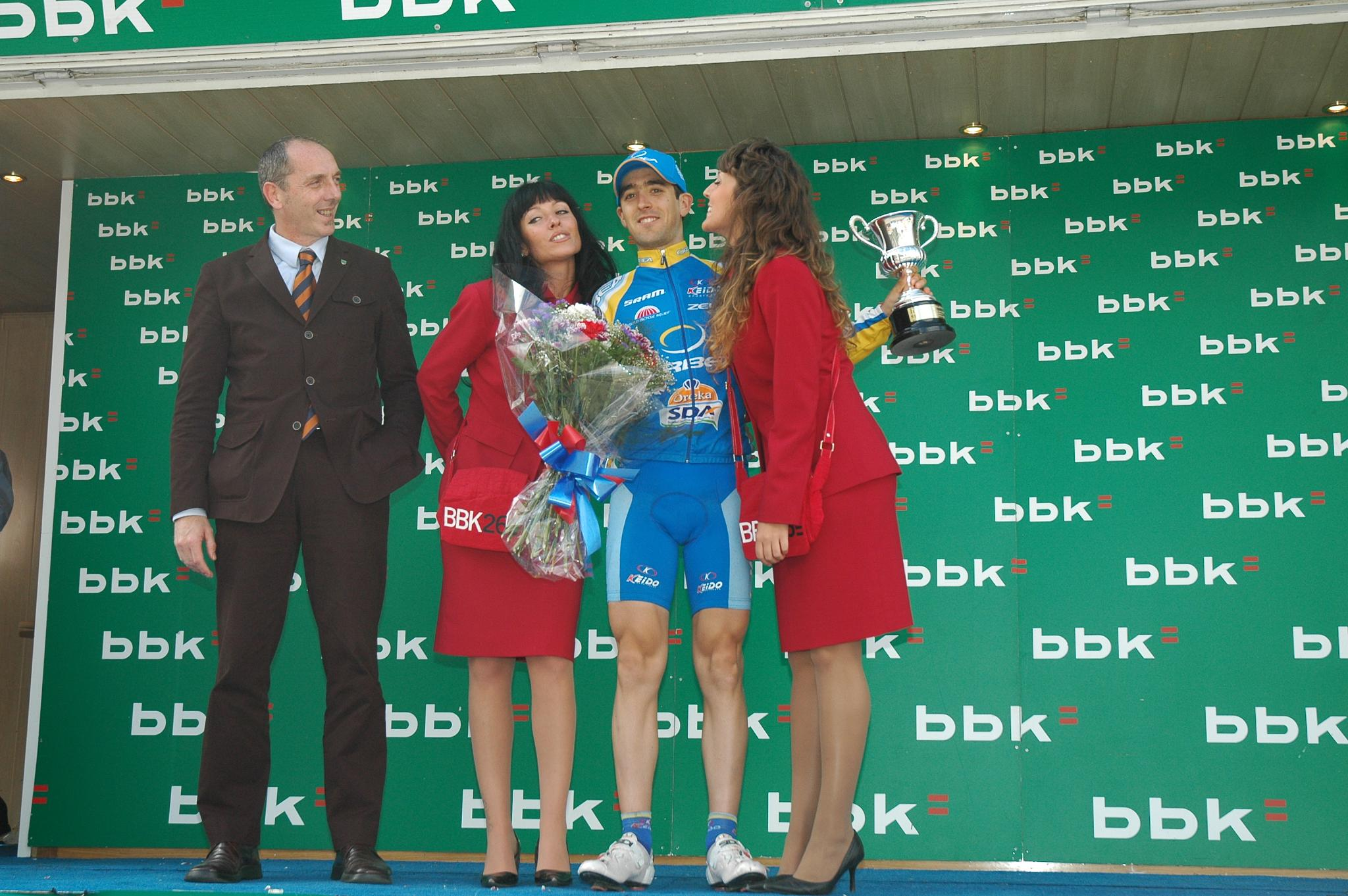
Mikel Nieve riceve il trofeo di miglior neoprofessionista alla Bicicletta Basca.

Nativo della Navarra, corre fra il 2004 e il 2007 come Under-23 nella formazione Caja Rural, emanazione del Club Ciclista Burunda di Alsasua. Inizialmente fatica a mettersi in luce nella categoria ma mano mano acquista maggiore esperienza e finisce per segnalarsi come uno dei giovani più interessanti del panorama spagnolo. Nel 2007 riesce ad aggiudicarsi l'importante gara dilettantistica Cursa de Llobregat, prova valida anche per la Coppa di Spagna di Ciclismo che chiuderà a fine anno al secondo posto assoluto.
Le buone prestazioni gli valgono l'interessamento della squadra basca Euskaltel-Euskadi, una delle più importanti compagini professionistiche spagnole dell'epoca, che lo gira in prestito alla sua "filiale giovanile", la Orbea-Oreka, facendolo quindi debuttare nelle corse per Elite.
Nieve conferma, subito, le aspettative risposte in lui segnalandosi come miglior neoprofessionista nella Bicicletta Basca 2008, ottenendo alcuni buoni piazzamenti nelle principali corse spagnole ed anche un terzo posto in una corsa minore, il Cinturó de l'Empordà. I risultati conseguiti gli valgono, a fine stagione, il passaggio definitivo nella Euskaltel-Euskadi.

### 2009-2013: gli anni della Euskaltel-Euskadi

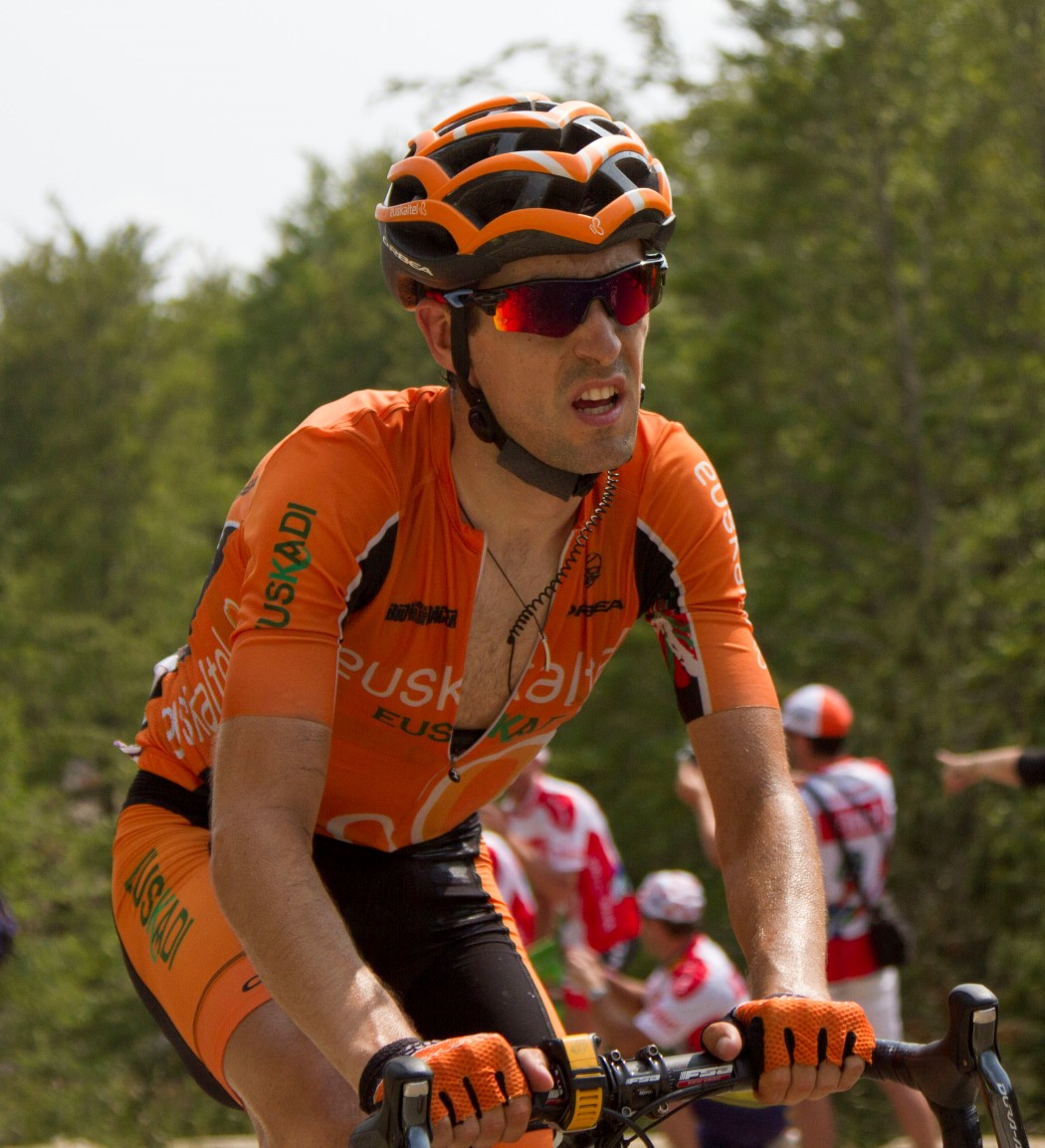
Mikel Nieve in azione al Tour de France 2013.

Il 2009 è un anno, il primo per lui da pro, necessario soprattutto per fare esperienza: Nieve svolge spesso il ruolo di gregario per i compagni più esperti e quotati, quali Igor Antón, Iñigo Landaluze, Mikel Astarloza e Samuel Sánchez, e partecipa per la prima volta ad alcune delle più importanti corse del mondo, come la Vuelta al País Vasco, nella quale si ritira prima dell'ultima tappa, ed il Critérium du Dauphiné Libéré, concluso al quarantasettesimo posto.
Nel 2010 partecipa per la prima volta in carriera ad un grande Giro, la Vuelta a España, in appoggio ad Antón, capitano designato per la generale, tuttavia quando questi, in maglia di leader, è costretto al ritiro – nel corso della quattordicesima tappa, a causa di una violenta caduta in discesa – Nieve è libero di fare gara propria e di ottenere la prima vittoria da professionista, aggiudicandosi la tappa regina di quell'edizione, la sedicesima, con arrivo sulla salita di Cotobello. Dopo essere stato in fuga a lungo con altri cinque corridori, ai piedi dell'ascesa finale, stacca i compagni d'avventura e vince con un'azione in solitaria. Concluderà decimo nella classifica generale finale. A fine stagione partecipa anche al Giro di Lombardia, che conclude settimo.
Non dovrà aspettare molto per alzare ancora le braccia al cielo, infatti il 22 maggio 2011 vince, nuovamente al termine di una lunga fuga, la tappa dolomitica del Giro d'Italia, con arrivo sul Gardeccia. Anche qui termina con una grande azione solitaria, riuscendo prima a raggiungere Stefano Garzelli, e poi a staccarlo all'inizio dell'ultima salita a sei chilometri dal traguardo. Nel Grande Giro italiano è sempre fra i protagonisti nelle tappe di montagna, ed infatti già nella quattordicesima tappa con arrivo sul Monte Zoncolan, vinta dal suo compagno Antón, si era piazzato fra i primi, concludendo settimo. Terminerà la corsa rosa al decimo posto assoluto. A settembre dello stesso anno partecipa anche alla Vuelta a España, e pur non riuscendo ad aggiudicarsi tappe, ripete le buone prestazioni dell'anno precedente concludendo ancora decimo nella graduatoria generale finale. Anche in questa edizione del Grande Giro spagnolo parte inizialmente in appoggio di Antón, ma la sfortuna e la cattiva condizione del suo capitano, evidenziata palesemente con il pesante ritardo accumulato nella lunga cronometro di Salamanca, gli permettono di ottenere i gradi di capitano.
Nel 2012 si presenta nuovamente al Giro d'Italia, e per la prima volta è designato sin dalla partenza capitano, tuttavia questa volta la sua prova vive di alti e bassi. Dopo un nono posto nella settima frazione con arrivo a Rocca di Cambio, non riesce ad avere particolari acuti fino alla ventesima frazione con arrivo al Passo dello Stelvio in cui, approfittando del marcamento fra i primissimi della generale riesce ad evadere e concludere terzo, alle spalle del vincitore Thomas De Gendt e di Damiano Cunego. Chiuderà comunque ancora decimo nella classifica generale. Uscito dal Giro con una buona condizione, partecipa al Tour de Suisse. In una corsa molto fluida ed imprevedibile fino all'ultima frazione, Nieve ottiene un secondo posto nell'ottava tappa, vinta da Michael Albasini, ed è quinto nella classifica generale finale, a quaranta secondi di distanza dal vincitore Rui Costa, e ad appena diciannove secondi dal podio.
Nel 2013 partecipa per la prima volta al Tour de France con l'obiettivo di centrare un successo di tappa e curare per quanto possibile la classifica generale, chiuderà al dodicesimo posto. Sono sempre le tappe di alta montagna quelle dove riesce a mettersi in vista, in particolar modo è nella quindicesima frazione, con arrivo al Mont Ventoux, che ottiene il miglior piazzamento, concludendo terzo a poco più di un minuto dal vincitore Chris Froome, dominatore di quell'edizione della corsa francese. Ad agosto ottiene ancora un risultato di rilievo, questa volta non in una gara a tappe ma in una corsa in linea. Nella più importante classica spagnola, la Clásica San Sebastián, riesce ad arrivare quarto. Partecipa quindi alla Vuelta a España, senza velleità personali ma come appoggio a Samuel Sánchez; terminerà la corsa lontano dalle posizioni di rilievo.

### 2014-2017: gli anni da gregario al Team Sky

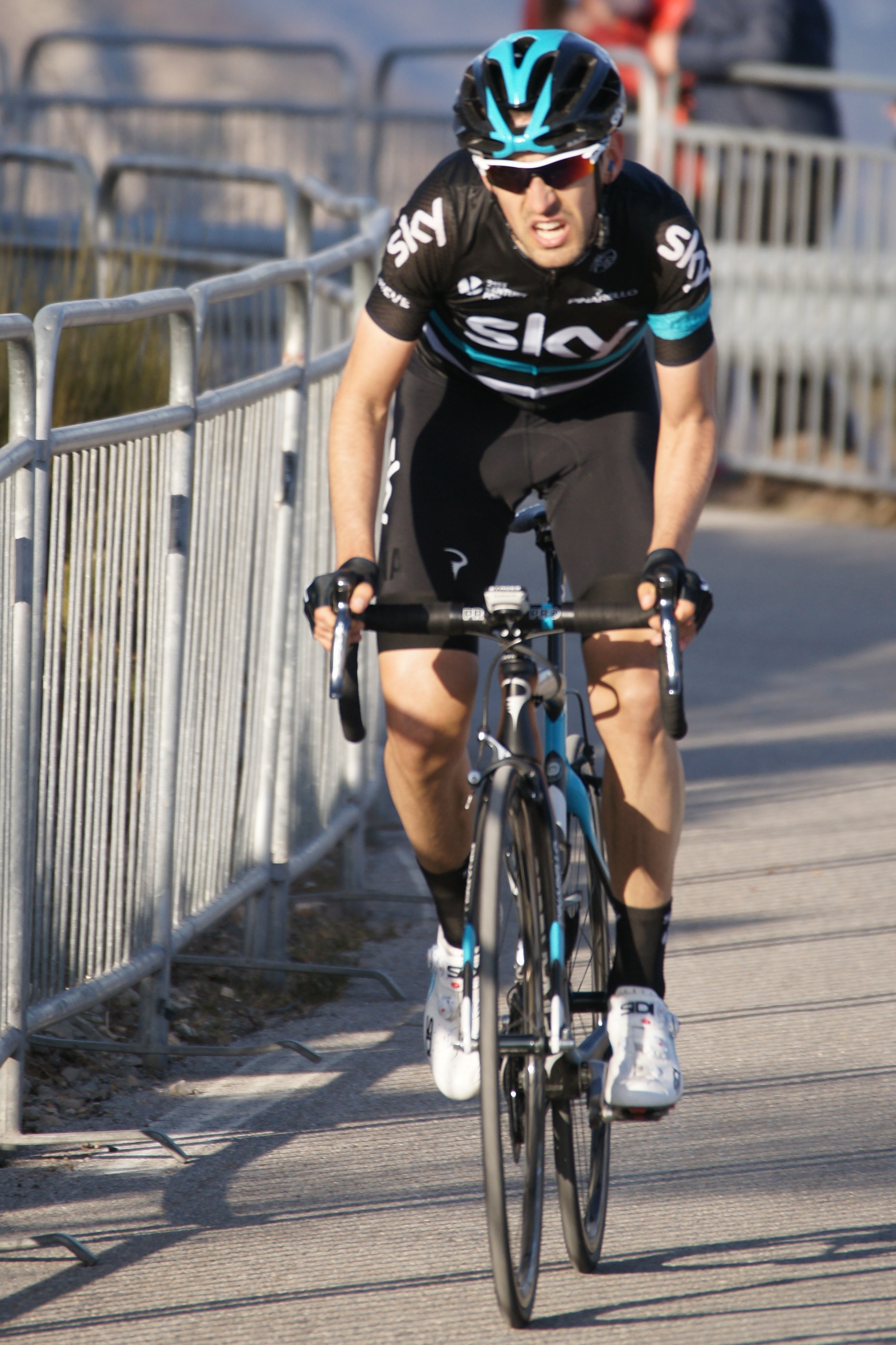
Mikel Nieve in azione alla Parigi-Nizza 2016.

Alla fine della stagione 2013, in seguito allo scioglimento del team Euskaltel-Euskadi, firma un contratto con la formazione britannica Sky. Con la nuova maglia inizia la stagione 2014 svolgendo prevalentemente il compito di gregario, soprattutto per il capitano Chris Froome, aiutandolo nei successi al Tour of Oman e al Tour de Romandie. Nel mese di giugno corre in appoggio a Froome anche al Critérium du Dauphiné, distinguendosi per la sua solidità in montagna. Nel corso della gara è l'unico del Team Sky a riuscire a dare un concreto apporto a Froome nelle tappe montane. Questa buona condizione gli permette, durante l'ultima frazione – dopo essere stato lanciato in fuga come appoggio a Froome per un eventuale attacco sulla salita finale di Courchevel – di vincere la tappa e tornare al successo dopo circa tre anni, e successivamente di concludere all'ottavo posto in classifica.
Anche al Tour de France il compito di Nieve è quello di aiutare Froome nellefrazioni di montagna. Tuttavia nella quinta tappa, caratterizzata da diversi tratti di pavé, Froome, che già era caduto il giorno precedente, è costretto al ritiro a seguito di due nuove cadute causate dall'asfalto viscido per la pioggia. Il Team Sky punta allora su Richie Porte: l'australiano però si stacca, accusando un pesante ritardo nella tredicesima tappa, quella alpina con arrivo a Chamrousse. Senza più un capitano per la classifica, gli uomini del Team Sky sono liberi di fare la propria corsa e cercare di raccogliere un successo di tappa. Nieve ci prova nella diciottesima frazione, l'ultima di montagna, sui Pirenei. Rimasto da solo in testa dopo una lunga fuga (che gli varrà il Premio della combattività per quella tappa), viene ripreso negli ultimi chilometri dalla maglia gialla Vincenzo Nibali, poi vincitore, e dagli altri uomini di classifica. Pochi giorni dopo la fine del Tour partecipa alla Clásica San Sebastián. La gara viene corsa ad alti ritmi fin dall'inizio, ed esplode definitivamente sull'ultimo strappo, il Bordako Tontorra. Davanti restano in cinque, Nieve, Joaquim Rodríguez, Alejandro Valverde, Adam Yates e Bauke Mollema. Valverde piazza lo scatto decisivo in discesa, Yates cade, mentre gli altri tre perdono l'attimo. Vince Valverde, Nieve conclude quarto.

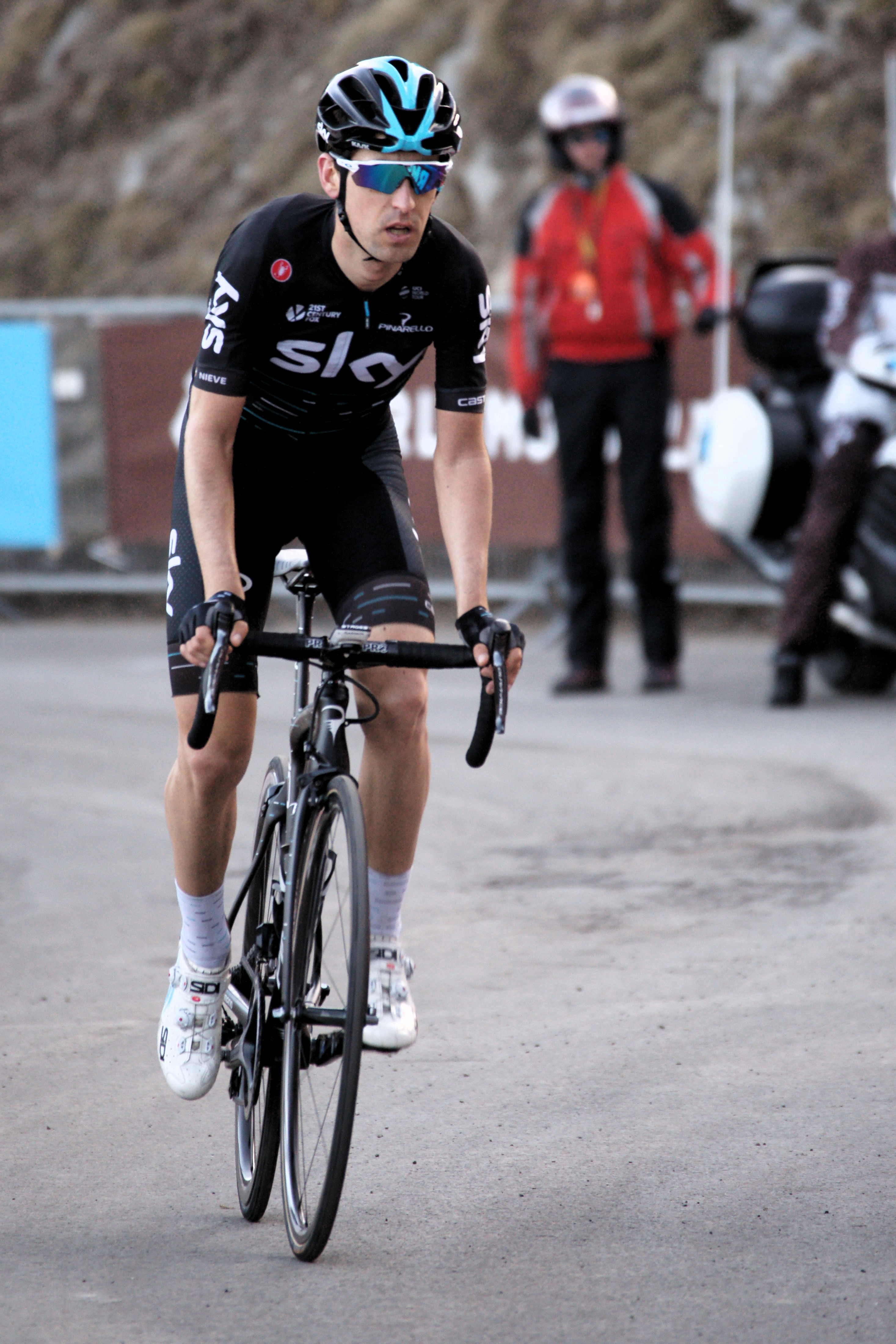
Mikel Nieve impegnato durante una tappa della Parigi-Nizza 2017.

Il 2015 non sembra essere un anno proficuo. In febbraio conclude al quarto posto la Vuelta a Andalucía, corsa a tappe vinta dal suo capitano Chris Froome. Parte quindi ancora come gregario in un grande Giro, questa volta in appoggio di Porte al Giro d'Italia, ma il ciclista australiano si ritira dopo la disastrosa cronometro di Valdobbiadene: il capitano del Team Sky diventa quindi Leopold König, ma Nieve non riesce ad essere particolarmente incisivo, chiudendo diciassettesimo. A giugno partecipa al Giro di Slovenia, riuscendo a ben figurare, in particolare nella terza tappa con arrivo a Slovenska Bistrica, nella quale viene battuto dal solo Primož Roglič; chiuderà la corsa al secondo posto della generale, proprio dietro Roglič. Conclude la stagione in crescendo, con il decimo posto al Tour de Pologne, l'ottavo finale alla Vuelta a España (suo miglior piazzamento nella gara spagnola) e il sesto al Giro di Lombardia.
Per il 2016 è di nuovo tra le file del Team Sky. L'inizio di stagione si concentra prevalentemente nella partecipazione in corse a tappe brevi in Spagna e Francia e non gli permette di raggiungere risultati personali apprezzabili poiché si trova a dover lavorare per i capitani di turno come Geraint Thomas, Wout Poels e lo stesso Froome. In maggio, viene convocato all'ultimo momento per partecipare in appoggio a Mikel Landa al Giro d'Italia. Tuttavia dopo il ritiro di quest'ultimo, e del velocista Elia Viviani, viene chiamato, come già in precedenza gli era capitato, a risollevare le sorti della squadra sulle strade della corsa rosa. Alla prima occasione buona riesce a vincere la tredicesima tappa con arrivo a Cividale del Friuli, centrando una maxi-fuga iniziata a quaranta chilometri dalla partenza, e concludendo dopo trentacinque chilometri di azione finale solitaria, intrapresa sulla Cima Porzus. Ormai fuori classifica durante la diciannovesima e ventesima tappa riesce a centrare due importantissime fughe, che non porteranno vittoria parziale, chiuderà secondo a Risoul e quarto a Sant'Anna di Vinadio, ma gli consentono di guadagnare i punti necessari per vincere la Maglia azzurra quale miglior scalatore. Grazie alle sue prestazione Nieve salva di fatto la spedizione del Team Sky.
Nel 2017 il copione sembra essere lo stesso dell'anno precedente con un inizio di stagione in sordina entra in forma al Tour de Suisse, che conclude nono, ed è selezionato dal Team Sky per dare il suo contributo in favore di Froome prima al Tour, lanciato al quarto sigillo nella Grande Boucle, e poi alla Vuelta a España, finalmente vinta dal britannico dopo tre secondi posti precedenti. Puntuale Nieve dà il suo contributo alla causa concludendo peraltro in quattordicesima posizione la classifica generale finale della corsa francese e al sedicesimo quella spagnola.
A fine stagione dimostra ancora le sue qualità di ottimo scalatore e di ciclista capace di ottenere risultati in prima persona, quando chiamato a farlo, terminando all'ottavo posto il Giro di Lombardia.

### Dal 2018: le stagioni in maglia Mitchelton/BikeExchange
Dopo li lungo periodo al Team Sky il forte scalatore spagnolo cambia casacca e firma un contratto biennale con gli australiani della Mitchelton-Scott, desiderosi di fornire un valido appoggio per le tappe di alta montagna dei Grandi Giri ad Esteban Chaves ed ai fratelli Adam e Simon Yates.
Partecipa dunque al Giro d'Italia 2018 mettendosi proprio al servizio di Simon Yates il quale dimostra subito di avere una grande condizione conquistando la Maglia rosa nella sesta frazione ed aggiudicandosi nei giorni successivi tre tappe.
Tuttavia dopo due settimane di sostanziale controllo il giovane britannico accusa le prime difficoltà nella frazione con arrivo a Pratonevoso, perdendo quasi trenta secondi dai diretti rivali, in questa occasione è proprio Nieve ad aiutarlo negli ultimi chilometri di gara a limitare il distacco; il giorno successivo va completamente in crisi staccandosi sulla prima salita di giornata, il Colle delle Finestre  perdendo, a fine tappa, poco meno di quaranta minuti da Chris Froome che con un'azione da lontano si aggiudica tappa e maglia.
La inaspettata débâcle del giovane compagno permette a Nieve di essere libero da compiti di gregariato nell'ultima tappa montana, la Susa-Cervinia ed, aiutato anche dal compagno Roman Kreuziger, va in fuga con altri ventisette uomini; l'azione raggiunge un significativo margine di vantaggio sul gruppo dei migliori ed il numero degli attaccanti diminuisce mano a mano che vengono affrontate le varie asperità di giornata, così sul Saint-Pantaléon, seconda e penultima ascesa di giornata, quando mancano poco più di trenta chilometri all'arrivo, lo scalatore spagnolo decide di scattare lasciando i pochi compagni di avventura superstiti nel tentativo di involarsi in solitaria all'arrivo.
Nieve riesce nell'azione e arriva da solo sul traguardo di Cervinia regalandosi il terzo successo di tappa in carriera al Giro d'Italia, vittoria ancor più preziosa poiché arrivata nel giorno del suo trentaquattresimo compleanno e dedicata al figlio nato appena cinque mesi prima.

## Palmarès
- 2004 (Caja Rural, dilettanti)

Premio Sallurtegi en Agurain
- 2007 (Caja Rural, dilettanti)

Cursa Ciclista de Llobregat
Memorial Valenciaga
- 2010 (Euskaltel-Euskadi, una vittoria)

16ª tappa Vuelta a España (Gijón > Alto de Cotobello)
- 2011 (Euskaltel-Euskadi, una vittoria)

15ª tappa Giro d'Italia (Conegliano > Gardeccia/Val di Fassa)
- 2014 (Team Sky, una vittoria)

8ª tappa Critérium du Dauphiné (Megève > Courchevel)
- 2016 (Team Sky, una vittoria)

13ª tappa Giro d'Italia (Palmanova > Cividale del Friuli)
- 2018 (Mitchelton-Scott, una vittoria)

20ª tappa Giro d'Italia (Susa > Cervinia)

### Altri successi
- 2016 (Team Sky)

Classifica scalatori Giro d'Italia

## Piazzamenti

### Grandi Giri
- Giro d'Italia

2011: 10º
2012: 10º
2015: 17º
2016: 25º
2018: 17º
2019: 17º
2021: 25º
- Tour de France

2013: 12º
2014: 18º
2016: 17º
2017: 14º
2018: 23º
2020: ritirato (17ª tappa)
- Vuelta a España

2010: 10º
2011: 9º
2013: 23º
2014: 12º
2015: 8º
2017: 16º
2019: 10º
2020: 13°
2021: 31º

### Classiche monumento
- Liegi-Bastogne-Liegi

2010: 105º
2012: 69º
2018: 42º
2021: 75º
- Giro di Lombardia

2010: 7º
2011: ritirato
2012: 32º
2015: 6º
2016: ritirato
2017: 8º
2018: 15º
2019: 36º
2020: ritirato
2021: 18º
2022: ritirato

### Competizioni mondiali
- Campionati del mondo

Innsbruck 2018 - In linea Elite: 13º
- Calendario mondiale UCI/UCI World Tour

2010: 70º
2011: 52º
2012: 54º
2013: 66º
2014: 51º
2015: 44º
2016: 103º
2017: 87º
2018: in corso

### Competizioni continentali
- UCI Europe Tour

2007: 1272º
2008: 593º